# Tu n'es plus là
Tu n'es plus là est un single, composé par Jérôme Sebag et interprété par la chanteuse Amel Bent, extrait de son album À 20 ans.

## Clip
Le clip a été tourné fin 2007, en coopération avec la maison de disques Jive Epic. Il fut réalisé par Karim Ouaret et la version officielle du clip a été publiée en janvier 2008, avec la participation spéciale de l'acteur français Malik Zidi.

Le clip présente un flash-back des précédentes scènes et on s'aperçoit que l'homme était en fait seul dans ces séquences.
Le clip nous montre donc le choc que provoque la mort de la personne qu'on aime et la douleur de son absence dans le quotidien.